# Fritz Freitag
Fritz Freitag (Olsztyn, 28 aprile 1894 – Graz, 10 maggio 1945) è stato un generale tedesco delle Waffen-SS. Durante la seconda guerra mondiale ha comandato le seguenti divisioni: la 2.SS Infanterie-Brigade, la 8. SS-Kavallerie-Division "Florian Geyer" e la 14. Waffen-Grenadier-Division der SS. Alla fine della guerra, nel maggio 1945, si è suicidato mentre era prigioniero degli Alleati.